# I’m Spelling as Fast as I Can
«I’m Spelling as Fast as I Can» (рус. Лиза на орфоолимпиаде) — двенадцатый эпизод четырнадцатого сезона мультсериала «Симпсоны». Впервые вышел в эфир 23 февраля 2003 года.

## Сюжет
Барт смотрит по телевизору передачу, которая всё время прерывается рекламой: такой как школьная распродажа в «Квик-Е-Марте» перед началом очередного учебного года, а также рекламой нового бургера «Красти Рёбровича» (увидев рекламу которого, Гомер клянётся, что обязательно попробует его). Спустя время начинается учебный год. В первый же день Скиннер решает устроить орфографический конкурс, которому рада только Лиза. Разумеется, она его и выигрывает. Как победительницу конкурса в своей школе Лизу отправляют на конкурс штата, где она снова одерживает победу. А тем временем Гомер начинает питаться новыми «Красти Рёбровичами» и начинает зависеть от нового вида бургеров: ради них он пропускает семейный поход в кино в честь победы Лизы, дабы вместе с друзьями насладиться очередной порцией Рёбровичей. Но в Красти Бургере он узнаёт, что их уже сняли с производства. Отчаявшийся Гомер тут же знакомится с «Рёброманами» — компанией людей, похожих на хиппи, которые ездят по разным штатам в те города, куда только завезли Рёбровичей. Конечно же, Гомер присоединяется к ним. А Лиза тем временем едет на Орфоолимпиаду в Калгари, где ведущим конкурса выступает известный актёр Джордж Плимптон. Ей удаётся войти в тройку финалистов в первый день конкурса. Но её успех омрачается тем, что на следующий день (в день финала) Гомер планирует уехать вместе с Рёброманами в последний город, где остались Рёбровичи — Сан-Франциско. А это значит, что финал он пропустит. К тому же вскоре Лиза встречается с ещё более возмутительной проблемой — Джордж Плимптон предлагает ей специально проиграть в финале для того, чтобы победу одержал более популярный мальчик по имени Алекс. Взамен Плимптон обещает Лизе бесплатную учёбу в любом колледже, именуемом «Семью Сёстрами» (а также бесплатную плитку для готовки с изображением Джорджа Плимптона на коробке). Лизе предстоит сделать трудный выбор между победой на конкурсе и бесплатном высшем образовании, о котором она так мечтает!
Ночью Лизе снится сон, в котором те самые Семь Сестёр уговаривают её поддаться Алексу ради их колледжа. Проснувшись, девочка спрашивает у матери, сможет ли она отправить её в колледж за семейные деньги. Мардж отвечает положительно, но Лиза не уверена в этом на сто процентов. А тем временем Гомер наслаждается Рёбровичами в Сан-Франциско. Вскоре туда прибывает клоун Красти и сообщает всем, что эти бургеры больше никогда не будут производиться (потому что животное, из которого их делали, вымерло). Кто это, Красти не сказал, лишь намекнул, что у него было шесть лап! Последний Рёбрович достаётся Гомеру. Зависимые от бургеров Рёброманы предлагают Гомеру что угодно в обмен на этот бургер. Тут Гомер вспоминает о своей дочери и меняется на ключи от лимузина, дабы вовремя добраться до Орфоолимпиады. А Лизе тем временем не сладко: на конкурсе девочке дали самое сложное слово «непреклонность». Увидев, что папа всё-таки приехал посмотреть на неё, Лиза рассказывает всем об обмане и произносит слово. К сожалению, в порыве эмоций Лиза путается и неправильно произносит его. Поэтому девочка и победы лишается, и колледжа. Но, несмотря на это жители, Спрингфилда всё равно чествуют Лизу и даже высекают её лицо на верхушке Спрингфилдской горы. После этого Лиза сразу же забывает обо всех неприятностях, ведь она — герой города!

## Культурные отсылки
- Сцена, где у Гомера Симпсона начинаются галлюцинации от еды, — отсылка на Реквием по мечте.